# 窝阔台攻宋之战
窝阔台攻宋之战（1235年－1241年）是蒙古帝国在長达45年时间内分三階段侵略南宋的第一階段戰爭。此前蒙古伐西夏、金朝都較為順利，但面對宋軍時則遭遇有力抵抗，在战爭後维持宋蒙对峙的局面。

## 历史
1234年正月蒙古與南宋合力滅金；但是宋相鄭清之令宋將趙葵、趙范趁勢收復洛陽、汴京及应天三府，才甫光復汴洛又遭蒙軍奪回，史稱端平入洛。窩闊台汗以「背盟」為借口，1235年决定征服南宋。
至1236年，蒙軍攻佔襄陽呈州（今鐘祥）和成都，幸當時蒙軍分兵西征沒有全力攻宋，宋失土先後於1241年前孟珙等宋將戰勝收復，窩闊台同年去世。宋蒙此後二十年维持宋蒙对峙的局面。